# Білий Луг (струмок)
Білий Луг (пол. Biały Łuh, рос. Белый Луг) — струмок в Україні, у Горохівському районі Волинської області. Лівий доплив Стиру, (басейн Прип'яті).

## Опис
Довжина струмка приблизно 5,53 км, найкоротша відстань між витоком і гирлом — 5,18  км, коефіцієнт звивистості струмка — 1,07. Формується декількома безіменними струмками та загатами.

## Розташування
Бере початок на південній околиці села Смолява. Тече переважно на північний схід через село Перемиль і на східній околиці впадає у річку Стир, праву притоку Прип'яті.
Населені пункти вздовж берегової смуги: Богунівка.

## Цікаві факти
- У книзі Олександра Цинкаловського «Стара Волинь і Волинське Полісся» про цей струмок зазначено: |                                                                                                     | \| Смолява, село, Дубенський пов., Берестецька вол., 66 км. від Дубна, над малою річкою Білий Луг, ...[4] \| |
| Смолява, село, Дубенський пов., Берестецька вол., 66 км. від Дубна, над малою річкою Білий Луг, ... | |

- У селі Перемиль річку перетинає автошлях Т 0310.